# حاجی‌آباد (سرولایت)
حاجی‌آباد یک روستا در ایران است که در دهستان سرولایت شهرستان نیشابور واقع شده‌است. حاجی‌آباد ۱۳۹ نفر جمعیت دارد.